# 卡斯特罗努尼奥
卡斯特罗努尼奥，是西班牙卡斯蒂利亚-莱昂巴利亚多利德省的一个市镇。总面积125平方公里，2001年普查人口總數為1095人，人口密度為每平方公里9人。